# Communauté de communes du Libournais
La communauté de communes du Libournais est une ancienne structure intercommunale française, située dans le département de la Gironde et la région Aquitaine.

## Composition
La communauté de communes du Libournais  était composée des 6 communes suivantes :
- Libourne
- Génissac
- Moulon
- Pomerol
- Les Billaux
- Lalande-de-Pomerol

## Historique
Le 1er janvier 2011, la communauté de communes du Libournais a fusionné avec la communauté de communes du Canton de Guîtres et la communauté de communes du Pays de Coutras, dans la nouvelle communauté de communes du Nord Libournais, qui évolue ensuite en 2012 en communauté d'agglomération..